# سيزار رومينسكي
سيزار رومينسكي (بالفرنسية: César Ruminski)‏ (مواليد 13 يونيو 1924) هو لاعب كرة قدم. يلعب مع منتخب فرنسا لكرة القدم. سبق له أن لعب في كأس العالم لكرة القدم مع منتخب بلاده.

## روابط خارجية
- سيزار رومينسكي على موقع الاتحاد الدولي (مؤرشف)  (الإنجليزية)
- سيزار رومينسكي على موقع قاعدة بيانات كرة القدم.إي يو (الإنجليزية)
- سيزار رومينسكي على موقع ناشيونال فوتبول تيمز (الإنجليزية)
- سيزار رومينسكي على موقع Soccerway.com (الإنجليزية)
- سيزار رومينسكي على موقع عالم كرة القدم.نت (الإنجليزية)